# Daniel von Peharnik-Hotkovich
Baron Daniel von Peharnik-Hotkovich (tudi Daniel Peharnik-Hotković), hrvaški plemič in avstrijski general, * 1745, † 4. september 1794.

## Življenjepis
Leta 1762, pri sedemnajstih letih, je vstopil v slunjski polk; s 24 leti je bil povišan v stotnika in leta 1773 v majorja. Med bavarsko nasledstveno vojno je bil podpolkovnik, med avstrijsko-turško vojno (1788-1791) pa je bil polkovnik; na začetku slednje vojne je bil poveljnik 3. (ogulinskega) mejnega polka. Leta 1788 je v boju padel njegov dvaindvajsetletni sin, ki se je kot pogajalec odpravil proti turškim položajem v Drežniku, a ga je turška straža ubila. Za zasluge v bojih proti Turkom je bil leta 1789 povišan v generalmajorja, naslednje leto pa odlikovan z vojaškim redom Marije Terezije in bil povišan v barona. 